# Річард Екон
Річард Екон (англ. Richard Ackon, нар. 10 жовтня 1978) — ганський футболіст, що грав на позиції півзахисника.
Виступав, зокрема, за норвезький «Стабек», з яким став володарем Кубка Норвегії, а також національну збірну Гани.

## Клубна кар'єра
У дорослому футболі дебютував 1995 року виступами за «Ебусуа Дварфс», в якому провів два сезони, після чого 1997 року перейшов у норвезький «Стабек». Відіграв за команду з Берума наступні п'ять сезонів своєї ігрової кар'єри. Дебютував у Тіппелізі 23 серпня 1997 року в матчі проти «Вікінга» (2:1), а у наступному сезоні виграв з командою Кубок Норвегії 1998 року. 3 травня 2000 року він забив свій перший гол у норвезькому найвищому дивізіоні в грі проти клубу «Буде-Глімт» (6:1) . Загалом протягом п'яти сезонів він зіграв у норвезькому чемпіонаті 64 гри і забив 5 голів.
2002 року повернувся до клубу «Ебусуа Дварфс», за який відіграв ще 4 сезони. Завершив професійну кар'єру футболіста виступами за цю команду у 2005 році.

## Виступи за збірні
1997 року залучався до складу молодіжної збірної Гани. У її складі взяв участь у молодіжному чемпіонаті світу 1997 року в Малайзії, де забив один гол, а його команда зайняла четверте місце.
1997 року дебютував в офіційних матчах у складі національної збірної Гани. Наступного року у складі збірної був учасником Кубка африканських націй 1998 року у Буркіна Фасо. Однак він не зіграв у жодному матчі, а Гана закінчила турнір на груповому етапі
Всього протягом кар'єри у національній команді, яка тривала 3 роки, провів у її формі 7 матчів.

## Титули і досягнення
- Володар Кубка Норвегії (1):

«Стабек»: 1998
Збірні
- Чемпіон Африки (U-17): 1995
- Чемпіон світу (U-17): 1995